# غدة دمعية
الغدة الدمعية(بالإنجليزية: Lacrimal gland) لها شكل اللوزة، طولها 2سم تقريباً، تقوم بإفراز الدمع، تتوضع في حفرة الغدة الدمعية في القسم العلوي الوحشي لكل حجاج. تقوم بإفراز الدمع، تتكون من عدة فصوص غدية منفصلة، يخرج من هذه الفصوص حوالي 6-12 قناة إفراغية.

## تعصيب الغدة
تتلقى الغدة الدمعية تعصيباً ودياً وتعصيباً نظير ودي من أجل إفراز الدمع. كما تتلقي تعصيباً حسياً من أجل أن تنقل الأحاسيس (الضغط، الألم،..) إلى الدماغ.
- تنتقل الألياف الحركية الإفرازية نظيرة الودية من العصب الوجهي (العصب القحفي السابع) عبر العصب الصخري الكبير ثم عبر عصب النفق الجناحي [الإنجليزية] إلى العقدة الجناحية الحنكية، حيث تشتبك هذه الألياف قبل العقدية مع أجساك الألياف بعد العقدية.
- أما الأياف الودية بعد العقدية المقبضة للأوعية فهي تأتي من العقدة الرقبية العلوية عبر الضفيرة السباتية الداخلية [الإنجليزية] والعصب الصخري العميق [الإنجليزية]، وتنضم إلى الألياف نظيرة الودية لتشكل عصب النفق الجناحي، ثم تجتاز العقدة الجناحية الحنكية.

يحمل العصب الوجني (وهو فرع من العصب الفكي العلوي) كلا نوعي الأياف إلى العصب الدمعي وهو فرع من العصب العيني، فتدخل الألياف الغدة الدمعية عبر هذا الفرع.
- تتلقى الغدة الدمعية تعصيباً حسياً من العصب الدمعي، والذي هو فرع من العصب العيني، والذي هو فرع من العصب ثلاثي التوائم (العصب القحفي الخامس).

## معرض صور

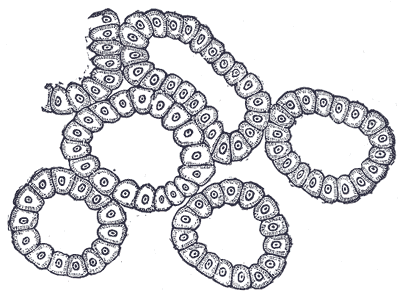
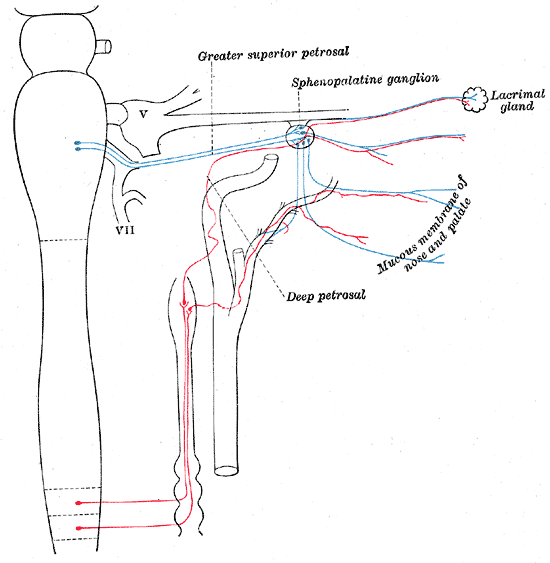
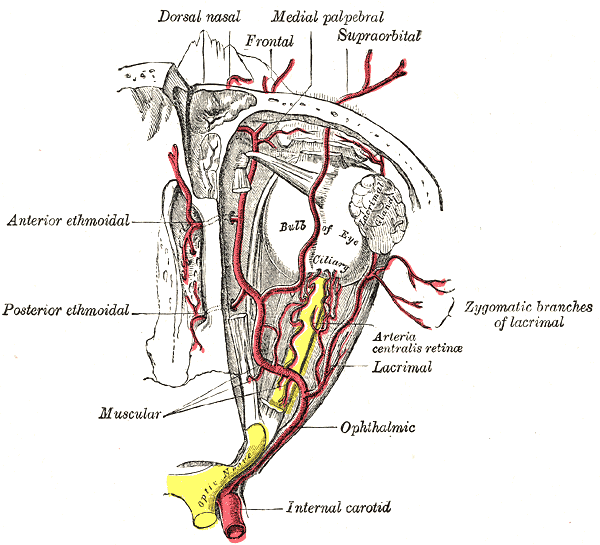
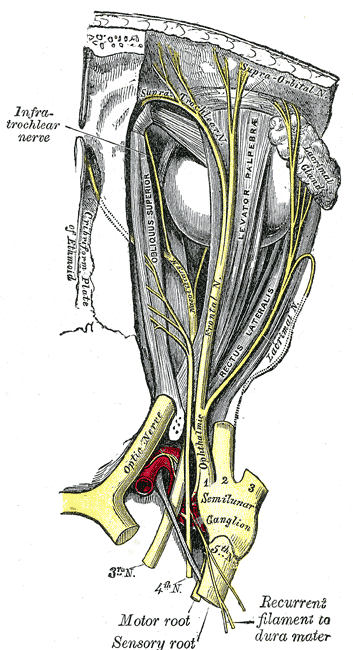
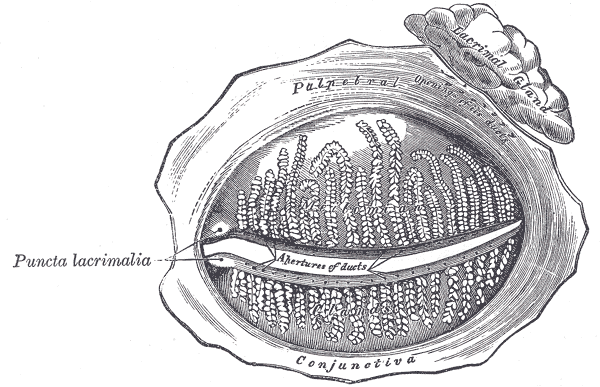